# Мерівілл (Іллінойс)
Мерівілл (англ. Maryville) — селище (англ. village) в США, в окрузі Медісон штату Іллінойс. Населення — 8221 особа (2020).

## Географія
Мерівілл розташований за координатами 38°43′36″ пн. ш. 89°57′56″ зх. д. / 38.72667° пн. ш. 89.96556° зх. д. (38.726722, -89.965578).  За даними Бюро перепису населення США в 2010 році селище мало площу 14,03 км², з яких 13,83 км² — суходіл та 0,20 км² — водойми.

## Демографія
Згідно з переписом 2010 року, у селищі мешкало 7487 осіб у 2992 домогосподарствах у складі 2063 родин. Густота населення становила 534 особи/км².  Було 3149 помешкань (224/км²).
Расовий склад населення:
| - 92,0 % — білих - 3,9 % — чорних або афроамериканців - 1,7 % — азіатів - 0,2 % — корінних американців |

До двох чи більше рас належало 1,7 %. Частка іспаномовних становила 2,5 % від усіх жителів.
За віковим діапазоном населення розподілялося таким чином: 22,3 % — особи молодші 18 років, 63,9 % — особи у віці 18—64 років, 13,8 % — особи у віці 65 років та старші. Медіана віку мешканця становила 39,7 року. На 100 осіб жіночої статі у селищі припадало 94,6 чоловіків;  на 100 жінок у віці від 18 років та старших — 92,5 чоловіків також старших 18 років.
Середній дохід на одне домашнє господарство  становив 105 540 доларів США (медіана — 80 500), а середній дохід на одну сім'ю — 105 645 доларів (медіана — 98 785). Медіана доходів становила 71 055 доларів для чоловіків та 50 288 доларів для жінок. За межею бідності перебувало 6,9 % осіб, у тому числі 11,6 % дітей у віці до 18 років та 5,5 % осіб у віці 65 років та старших.
Цивільне працевлаштоване населення становило 3860 осіб. Основні галузі зайнятості: освіта, охорона здоров'я та соціальна допомога — 23,3 %, науковці, спеціалісти, менеджери — 11,9 %, роздрібна торгівля — 10,7 %, мистецтво, розваги та відпочинок — 10,6 %.